# Orcinus
Genre
Synonymes
- Orca Gray, 1846
- Ophesia Gray, 1868
- Ophysia Gray, 1868
- Gladiator Gray, 1870
- Grampus Iredale & Troughton, 1933

Orcinus est un genre de cétacés odontocètes de la famille des Delphinidae. Il ne comprend qu'une seule espèce actuelle : l'Orque (Orcinus orca).

## Aire de répartition

Carte de l'aire de répartition de l'Orque :
zones d'origines ;
zones où il est inexistant.

L'Orque se rencontre dans tous les océans (bien que rarement dans la mer Baltique), à l'exception notable de la mer Noire. Les espèces fossiles ont été découvertes en Europe et au Japon.

## Taxinomie
Ce genre a été décrit pour la première fois en 1860 par le zoologiste autrichien Leopold Fitzinger (1802-1884). Il a pour synonymes Gladiator, Grampus, Ophesia, Ophysia et Orca.
La seule espèce actuelle du genre étant l'Orque, Orcinus est traditionnellement considéré comme étant un genre monospécifique, mais il comprend aussi des espèces fossiles.

### Liste des espèces
L'espèce actuelle selon Catalogue of Life (14 décembre 2013), ITIS (14 décembre 2013), Mammal Species of the World (version 3, 2005)  (14 décembre 2013) et NCBI (14 décembre 2013) est :

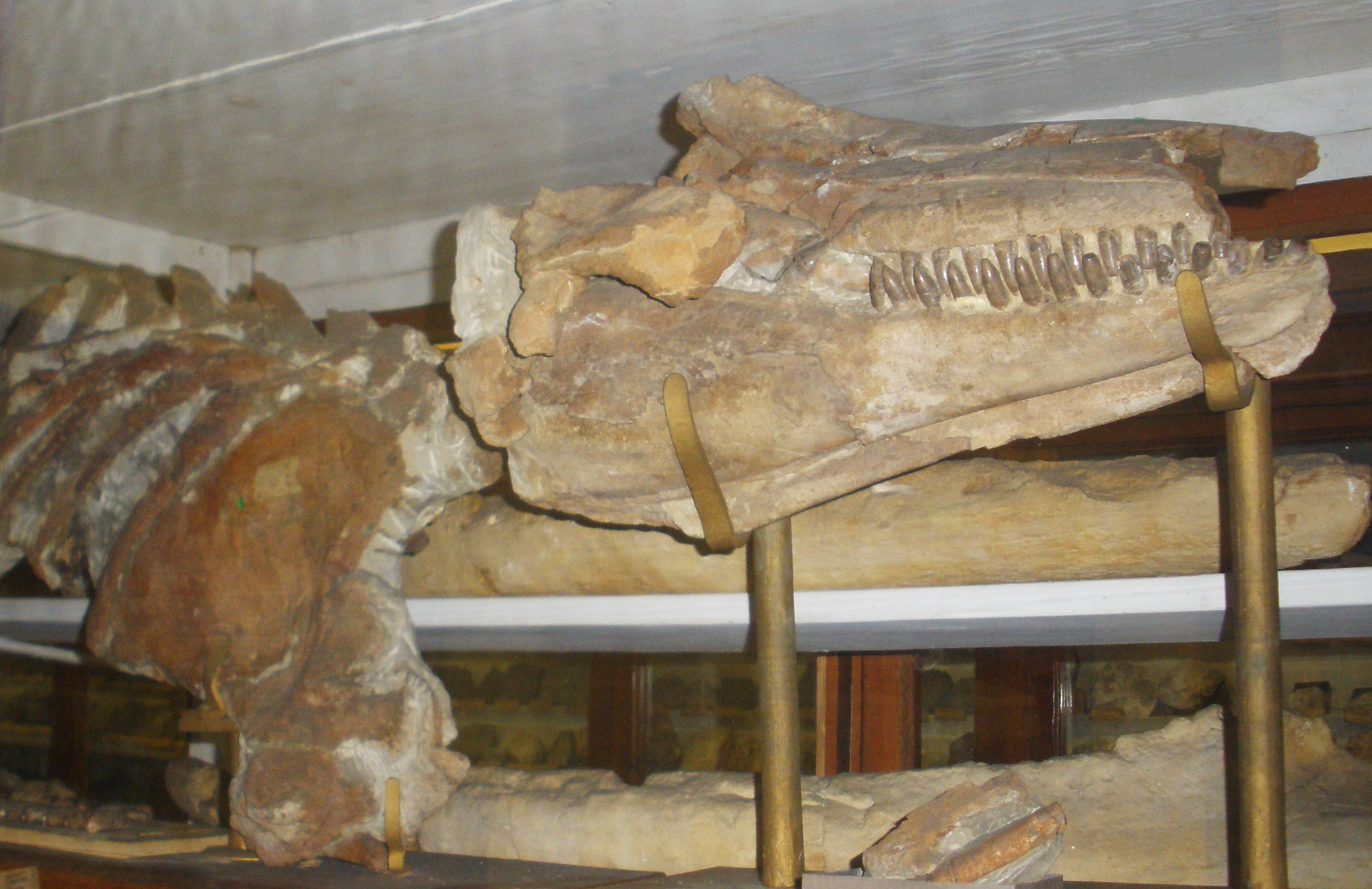
Fossile du crâne et de l'avant du corps d'Orcinus citoniensis au musée de géologie et de paléontologie Capellini, en Italie.

- Orcinus orca (Linnaeus, 1758) - Orque.

L'espèce actuelle et les espèces éteintes selon Paleobiology Database (14 décembre 2013) sont :
- † Orcinus citoniensis Capellini, 1883 ;
- † Orcinus meyeri Brandt, 1873 ;
- Orcinus orca (Linnaeus, 1758) - Orque ;
- † Orcinus paleorca Matsumoto, 1937.

### Protologue
- (de) Leopold Fitzinger, « Wissenschaftlich-populäre Naturgeschichte der Säugethiere in ihren sämmtlichen Hauptformen / Nebst einer Einleitung in die Naturgeschichte überhaupt und in die Lehre von den Thieren insbesondere », Wien: Aus der kaiserlich-königlichen Hof- und Staatsdrucherei, vol. 5,‎ 1860-1861, p. 204 (lire en ligne, consulté le 14 décembre 2013).